# Ernst Ludwig Kirchner
Ernst Ludwig Kirchner (Aschaffenburg, 6 maggio 1880 – Davos, 15 giugno 1938) è stato un pittore e scultore tedesco tra i massimi esponenti del gruppo Die Brücke (lett. "il ponte" in lingua tedesca) e, più in generale, dell'espressionismo tedesco.

## Biografia

### Primi anni di vita e formazione
Kirchner nacque nel 1880 ad Aschaffenburg da una famiglia borghese. Nel 1887 si trasferì con la famiglia a Perlen, in Svizzera. I genitori erano Ernst Kirchner (1847-1921), ingegnere cartaio e chimico, e di Marie Elise Franke (1851-1928). Tre anni più tardi si trapiantò a Chemnitz. Iniziò a dipingere dopo aver conseguito la maturità liceale presso la Sächsische technische hochschule di Dresda.
In gioventù mostrò particolare interesse per l'arte primitiva e africana, la pittura tedesca e l'incisione del Cinquecento, le stampe giapponesi, la scultura nera e polinesiana, e per autori contemporanei come Paul Gauguin  e Vincent van Gogh, di cui lo colpirono l'immediatezza espressiva e l'uso simbolico e psicologico dei colori. Molte di tali influenze vennero esercitate sull'artista dopo un importante soggiorno che egli fece a Monaco di Baviera, perdurato l'inverno del 1903-1904.

### Gli studi di architettura e l'espressionismo
Dal 1901 al 1905 studiò architettura a Dresda, dove divenne amico di tre studenti di architettura, Erich Heckel, Karl Schmidt-Rottluff e Fritz Bleyl, con i quali il 7 giugno 1905 fondò il gruppo di artisti Die Brücke uno dei primi e più importanti nuclei dell'espressionismo tedesco. Scelsero questo nome perché intendevano gettare un ponte verso quegli elementi artistici allora in fermento che si contrapponevano all'arte dominante del tempo.
In questo periodo le opere di Kirchner, soprattutto paesaggi e ritratti, sono caratterizzate da semplificazioni formali, contorni marcati e colori accesi stesi in uno spazio non naturalistico: uno stile simile a quello dei Fauves, carico di vitalità istintiva. Solo dopo il 1911 si riscontrerà un irrigidirsi del contorno in acri deformazioni e verranno trattati temi sempre più di attualità.

### Cubismo eart nouveau

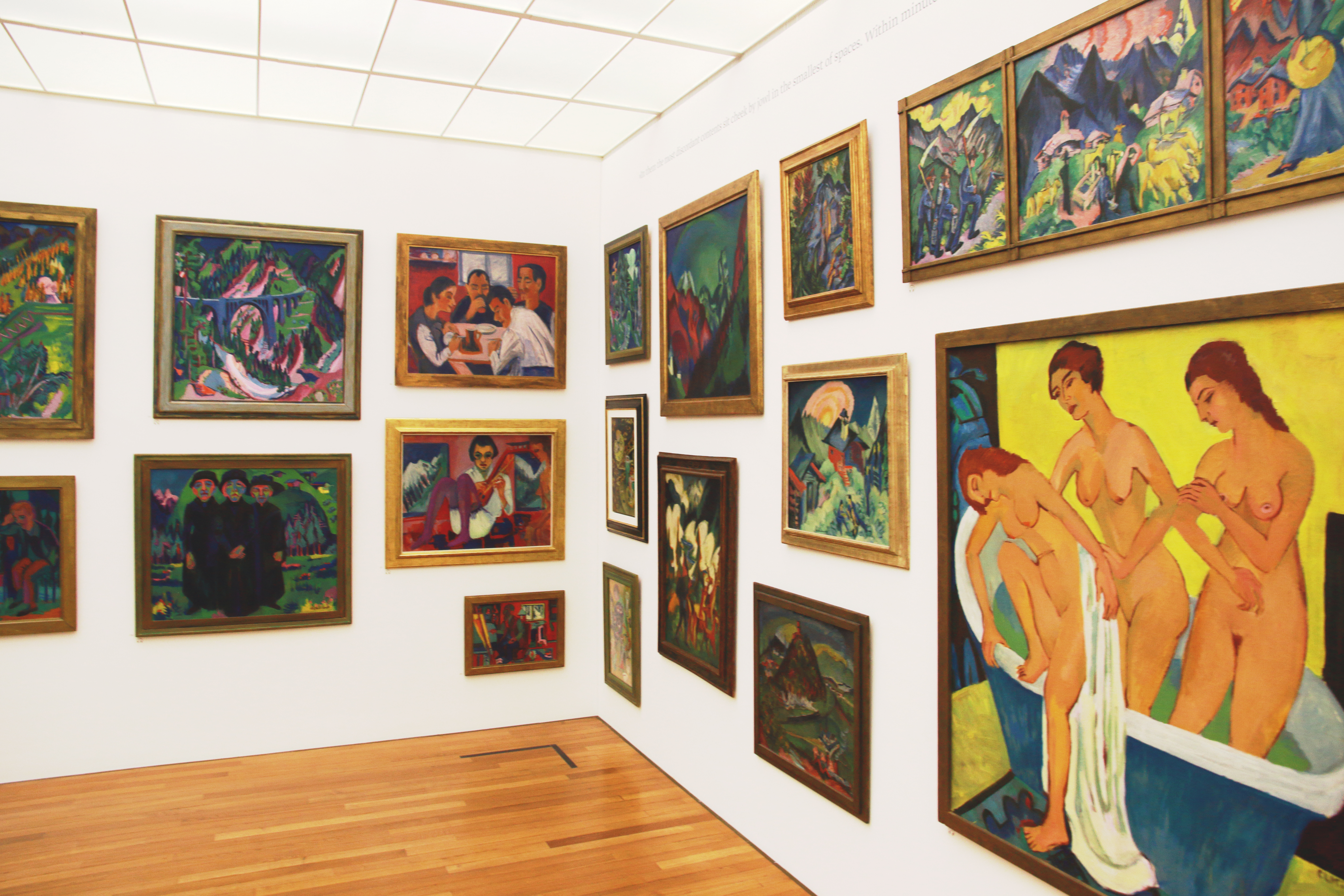
Museo Kirchner Davos

Tra il 1909 e il 1911 visse tra Dresda e Berlino per poi stabilirsi nella capitale tedesca. Qui entrò in contatto con i pittori del Blaue Reiter. Successivamente si spostò a Monaco. Sarà questo il periodo più caratteristico della sua produzione con scene di strada, cabaret, ritratti dalla pennellata nervosa e sommaria e dalla caratterizzazione decisa e marcata; il suo stile diviene sempre più drammatico, con deformazioni violente e ritmi convulsi. In quest'evoluzione è rintracciabile il contatto con nuovi movimenti artistici, tra cui il cubismo e l'art nouveau.
Oltre ai paesaggi e ai ritratti dipinge immagini urbane, con ampie stesure di colori vigorosi che assumono valore autonomo, al pari delle forme e dei volumi, e che ricordano Gauguin e i selvaggi colpi di pennello di Van Gogh. In particolare, nelle immagini urbane le curve e le linee assumono forme irregolari, per sottolineare il contrasto tra la campagna e la grande città, la cui frenetica vitalità lo avvicinò ad interessi psicologici, a temi sessuali e alla polemica sociale.

### La fine del movimentoDie Brückee la prima guerra mondiale
Nel 1913 il gruppo Die Brücke si sciolse a causa delle forti polemiche e rivalità sorte al suo interno. Con lo scoppio della prima guerra mondiale Kirchner si arruolò, ma nel 1915 fu colpito da un fortissimo esaurimento nervoso che influenzò il suo stile e i cui postumi lo avrebbero perseguitato per il resto della vita.
Al termine della guerra si trasferì a Davos, in Svizzera, dove continuò a soffrire di depressione malgrado il crescente successo delle sue esposizioni personali. In questi anni, a contatto con il solenne paesaggio alpino, il suo radicale espressionismo si ammorbidisce in uno stile che diventa sempre più astratto, non privo di allusioni simboliche. In un sanatorio per la tubercolosi incontra Karl Schmid “…La loro comune sofferenza per la stessa malattia, ma ancor più il loro comune entusiasmo per un nuovo concetto espressivo dell'arte, li ha avvicinati, e si è sviluppata rapidamente una profonda amicizia".

### Il periodo nazista e il suicidio
Dopo la presa del potere dei nazisti in Germania, decine di sue opere furono sequestrate e rimosse dai musei; molte di queste furono dapprima mostrate nella mostra diffamatoria Entartete Kunst ("arte degenerata", in tedesco) del 1937 e poi distrutte. Questi avvenimenti, a cui si aggiunse anche un forte aggravarsi delle condizioni fisiche, provocarono in lui un forte shock. Kirchner morì suicida il 15 giugno 1938, a Davos, dopo essersi sparato un colpo di pistola.

### Il Museo Kirchner

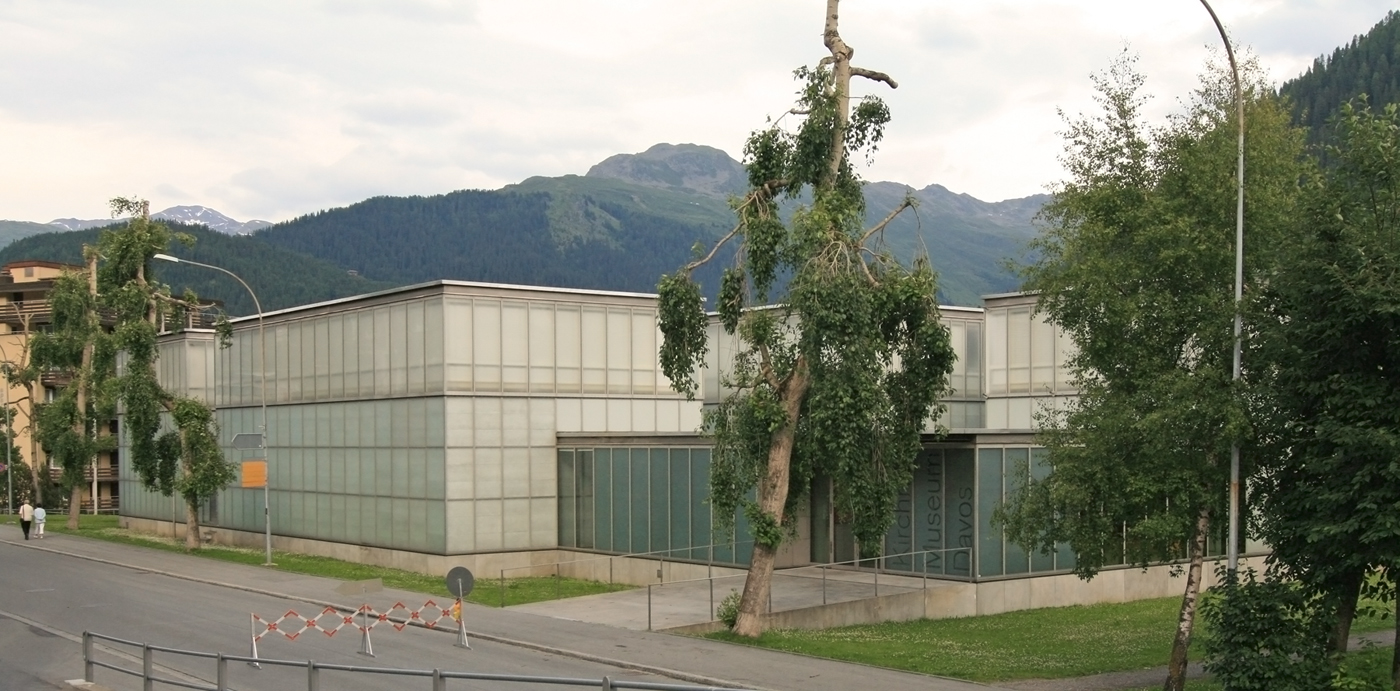
Il Kirchner Museum Davos costruito in vetro, cemento, acciaio e legno

La città di Davos nel 1992 istituisce il KMD (Kirchner Museum Davos), «un museo privato senza scopo di lucro di proprietà della Fondazione Ernst Ludwig Kirchner Davos». È situato nell’edificio progettato dagli architetti zurighesi Anette Gigon e Mike Guyer.

## Opere
- Ragazza sotto un ombrello, 1909. Düsseldorf, Kunstsammlung Nordrhein-Westfalen.
- Marcella, 1909-1910. Moderna Museet, Stoccolma.
- Cinque donne per strada, 1913. Museo Ludwig, Colonia.
- Scena di strada berlinese, 1913. Neue Galerie New York - Museum for German and Austrian Art and Private Collection, New York.
- Torre rossa ad Halle, 1914.
- Autoritratto da soldato, 1915. Oberlin College, Stati Uniti. Allen Memorial Art Museum.
- Toilette (Donna davanti allo specchio), 1912. Museo Nazionale d'Arte Moderna, Parigi.
- Ciclamino, 1918. Metropolitan Museum of Arts, Stati Uniti.